# Лукащук Віталій Олександрович
Віта́лій Олекса́ндрович Лукащу́к — солдат Збройних сил України.

## Бойовий шлях
24 серпня батарея, якою керував капітан Костянтин Коваль, знаходилася біля Кутейникового, за добу військовики підбили 3 БМД російської армії, десант противника поховався в «зеленці». Після обстрілу у відповідь батарея втратила 3 гармати «Рапіра». Після надходження наказу відійшли із 2 гарматами, з особового складу двоє були легкопоранені. Пересувалися в напрямі Многопілля гусеничними МТ-ЛБ кілька кілометрів залізничною колією, при цьому гаубиць не згубили і гусениці у транспортів не позривало.
25 серпня підрозділ ретельно замаскував гаубиці, увесь ранок провели в очікуванні нападу. Близько 10-ї почався артилерійський обстріл з артилерії та «Градів», військовики нарахували в російській колоні на марші 73 одиниці на відстані від замаскованого підрозділу 7-8 кілометрів. Після 15-ї години на близькій віддалі — до 1,5 км — з'являється іще одна колона.
Капітан Коваль наказав підпустити ворога на відстань 200–300 метрів, після чого розстріляв 2 російські МТЛБ-6М (до обслуги гармати входив Лукащук Віталій), друга гармата не стріляла, щоб її не виявили. Обслуга гармати під командуванням Коваля — номер обслуги старший солдат Касьянчук Сергій, механік-водій МТЛБ старший солдат Ковальчук Ярослав, старший навідник рядовий Лукащук Віталій, номер обслуги солдат Руссов Олександр.
Кілька діб артилеристи знаходилися в оточенні, пробивалися під шквальним вогнем. Пре величезних втратах українських сил під Іловайськом формування Коваля — 41 боєць — втратив Шванка Олега Миколайовича зниклим безвісти, решта вийшли із легкими пораненнями. Доводилося повзти по-пластунськи багато кілометрів соняшниковим полем, розділившись на групи, маючи при собі тільки кевларові бронежилети.

## Нагороди
21 жовтня 2014 року — за особисту мужність і героїзм, виявлені у захисті державного суверенітету та територіальної цілісності України, вірність військовій присязі під час російсько-української війни, відзначений — нагороджений орденом «За мужність» III ступеня.